# 东风电影院
36°4′25.5″N 120°19′02″E / 36.073750°N 120.31722°E
东风电影院，初名电气馆，曾用名友协电影院，是原址位于中国山东省青岛市市北区市场三路32号的一家电影院，建于1919-1920年，最初由日本人三浦爱三经营，2003年停业，2010年拆除。

## 历史
1919年末，日本人三浦爱三在市场町三丁目（今市场三路）大黑町（今招远路）路口南侧购地新建电影院“电气馆”，1920年开始营业，最初仅有一层。1938年1月日军第二次占领青岛后，因日本侨民人口增加，三浦爱三将电气馆改造为二层楼房。1945年8月日本投降后，电气馆由青岛保安司令部参谋长萧鸿顺接管，改名“重光电影院”。后招商承租，经市政府批准，由曲拯民承租经营。1946年改名“神州电影院”。后来因青岛市教育局在与国民党中央宣传部就青岛各影剧院接收分配事务的交涉中未能保留住电化教育馆（原青岛映画剧场）与民众剧院（原东洋剧场），中宣部山东区特派员青岛办公处于1947年3月同意青岛市教育局以交出李村路6号、8号房产的条件，接管神州电影院。1948年7月，神州电影院由国民党中央宣传部电影服务处华北分处移交给青岛市教育局，改为“电化教育馆”，8月成立办公。
1949年6月青岛解放后，电化教育馆由胶东军区文工团接管。1950年改由中苏友好协会青岛分会领导，直属于中苏友好馆，改名“友协电影院”。1952年改由青岛市军管会文教部领导。1955年青岛市文化局成立后归属文化局。1959年，影院经装修有座席620个，舞台192平方米，舞台顶高4米。1960年青岛市吕剧团成立后，将此处作为排演基地。1962年前后，影院曾接待青岛市内茂腔、柳腔剧团、菏泽两夹弦剧团等地方剧团演出。此外还曾组建流动放映组到崂山等地放映。文革期间影院改名为“东风电影院”。1972年，影院经历改建，将舞台缩小，座席增至801个。后经改建，二楼木板地改为水泥地，坐席减少至770个。改革开放后，影院新设副业，1981年新建舞厅和电影设备修理部，1983年后逐步开设旅馆和录像部等。1990年左右，东风电影院经鉴定为危房，曾计划由东北建筑设计研究院设计重建。1993年5月，由市文化局投资20万元，影院自筹20万元，影院改建装修，一层放映厅改为游戏厅，二层的硬面座椅改为143个沙发式软椅。2001年1月21日凌晨，影院遭盗窃者纵火严重受损。2003年，影院停业。2010年，东风电影院因青岛东西快速路三期工程拆除。

## 建筑特色
东风电影院坐南朝北，平面大致为长方形，占地面积960平方米，建筑面积1700平方米，砖石结构，地上2层。主立面位于临街北侧，中轴对称布局，花岗岩砌基，砖砌墙体，一层釉瓷砖贴墙面，二层粉刷墙面。正立面一层左右各有一处大门，中部起半圆形山墙，高出檐部约4米，山墙两侧为平檐口。正立面外墙以线饰做凹凸面，使墙面有立体感。屋顶为木构架坡屋顶，有阁楼窗。楼内放映厅近500平方米。